# Циталашвили, Рафаэль Михайлович
Рафаэль Михайлович Циталашвили (30 апреля 1949, Баку — 25 мая 2011, Москва) — один из ведущих иллюзионистов России. Являлся изобретателем многих иллюзионных трюков, которыми пользуются известные иллюзионисты, среди них Д. Копперфильд. Лауреат международных конкурсов иллюзионистов — Московского конкурса артистов эстрады (1979 год), лауреат Международного фестиваля современной магии в Карловых Варах (1984), заслуженный артист России, член Клуба иллюзионистов со дня его основания (членский билет № 30), обладатель золотой медали Французской ассоциации иллюзионистов имени Робера Удена (1989).

## Биография
Из семьи горских евреев. Увлёкся фокусами ещё в детстве, показывая фокусы в школьном театре в 11 лет. В 13 лет поступил в цирковую студию при Бакинском цирке, которым руководил режиссёр Сиявуш Шафиев. В 15 лет Р. Циталашвили был принят в артистический состав Бакинской филармонии с иллюзионным номером «Осенние листья»: манипулировал на сцене вместо традиционных карт желтыми листьями. В 16 лет становится профессиональным артистом Бакинской филармонии. Работая ведущим в программе инструментального ансамбля, подготовил номер «Иллюзионные пародии» на известных фокусников: Арутюна Акопяна, Дика Читашвили и других популярных артистов (1974). С этим номером выступал в эстрадных программах Тбилисской филармонии (1973—1977). С 1977 года начал работать в московской дирекции «Цирк на сцене», где талант раскрывается для специалистов и широкой публики. В московской дирекции цирка Рафаэль подготавливает несколько иллюзионных номеров, которые стали основой для будущих иллюзионных спектаклей.
В 1981 году Рафаэль Михайлович организовал театр магии «Черная кошка», в котором были поставлены спектакли «Путешествие в тайну», «Волшебный замок Рафаэля», «Руслан и Людмила», «Поэма о пламени» (манипулировал языками пламени). Эти постановки стали образцами иллюзионного спектакля, и с ними он объездил многие города России и республики бывшего СССР, показывал их в ряде зарубежных стран. С представлением «Избранные страницы» гастролировал в Швеции, Норвегии, Франции (1990), Финляндии, Канаде, США (1993), Кувейте и других странах. Был постановщиком иллюзионных эффектов в нескольких спектаклях московских театров.
До последних дней своей жизни Рафаэль Михайлович занимался фокусами буквально круглосуточно. Помимо того, что он вел очень активную концертную жизнь, он был ещё и очень активным пропагандистом иллюзионного жанра: давал многочисленные интервью для прессы, снимался в различных телевизионных передачах. Скончался от скоропостижного инсульта на 62-м году жизни в одной из больниц Москвы ранним утром 25 мая 2011 года. Тело артиста было предано земле на Хованском кладбище Москвы.

## Личная жизнь, супруга
Выступал вместе с женой Еленой Юрьевной Вайман, иллюзионисткой, профессиональной пианисткой, ученицей профессора Б. Я. Вайншенкера. Проживал на Юго-Западе Москвы. Дочь Тамара. Также иллюзионистами являются его племянники Михаил и Лерико Циталашвили. Елена Вайман и Рафаэль Циталашвили являлись участниками многих телевизионных проектов, включая шоу «Феномен» (2008), программы «Очевидное-невероятное», «Ночной полет», «Истории в деталях».

## Награды
- Заслуженный артист России (2000) — за заслуги в области искусства[5]

## Сочинения
- Я работаю волшебником… М., Знание, 1986, 48 стр. (Новое в жизни, науке, технике. Серия «Искусство», № 10)